# Mezzago
Mezzago ist eine italienische Gemeinde mit 4476 Einwohnern (Stand 31. Dezember 2023) in der Provinz Monza und Brianza in der Lombardei, jeweils 26 km von Mailand und Bergamo entfernt.

## Geografie
Nachbargemeinden sind Cornate d’Adda, Sulbiate, Bellusco und Busnago.

## Politik

### Partnerschaften
Mezzago unterhält mit folgenden Gemeinden eine Partnerschaft:
- Saint-Pierre-de-Chandieu, Frankreich (Département Rhône)
- Reilingen, Deutschland, seit 2009

## Kultur und Sehenswürdigkeiten

### Kulinarische Spezialitäten
Die Gemeinde ist bekannt für ihren Spargel, den asparago rosa di Mezzago. Das alljährliche Spargelfest im Mai, der Maggio Mezzaghese, ist eine regionale Attraktion.

## Persönlichkeiten
- Angelo Colombo (* 1961), Fußballspieler und -trainer